# Strædet
Strædet er en samlet betegnelse for en gadestrækning i København, der forløber – mere eller mindre – parallelt med Strøget, fra Vester Voldgade ved Rådhuset til Højbro Plads.
Strædet består af
- Farvergade
- Kompagnistræde
- Læderstræde

Kompagnistræde og Læderstræde er gågader.
I Strædet finder man
- Vartov
- Dansk Skolemuseum på hjørnet af Rådhusstræde

55°40′38.25″N 12°34′32.82″Ø / 55.6772917°N 12.5757833°Ø